# قهرمان شهر رنگی
قهرمان شهر رنگی (انگلیسی: The Hero of Color City) یک پویانمایی رایانه‌ای آمریکایی است که در سال ۲۰۱۴ منتشر شد. از بازیگران آن می‌توان به کریستینا ریچی اشاره کرد.